# Élections législatives de 1973 dans la Sarthe
Les élections législatives françaises de 1973 se déroulent les 4 et 11 mars 1973. Dans le département de la Sarthe, cinq députés sont à élire dans le cadre de cinq circonscriptions.

## Élus
| Circonscription | Député sortant      | Parti | Parti | Député élu ou réélu | Parti | Parti |
| --------------- | ------------------- | ----- | ----- | ------------------- | ----- | ----- |
| 1re             | Jean-Yves Chapalain |       | UDR   | Gérard Chasseguet   |       | UDR   |
| 2e              | Jacques Chaumont    |       | UDR   | Jacques Chaumont    |       | UDR   |
| 3e              | Raymond Dronne      |       | CD    | Raymond Dronne      |       | CDP   |
| 4e              | Joël Le Theule      |       | UDR   | Joël Le Theule      |       | UDR   |
| 5e              | Michel d'Aillières  |       | RI    | Michel d'Aillières  |       | RI    |

## Résultats

### Résultats à l'échelle du département
| Parti                 | Parti                                   | Premier tour | Premier tour | Second tour | Second tour | Sièges |
| Parti                 | Parti                                   | Voix         | %            | Voix        | %           | Sièges |
| --------------------- | --------------------------------------- | ------------ | ------------ | ----------- | ----------- | ------ |
|                       | Union des démocrates pour la République | 72 937       | 31,71        | 53 079      | 36,89       | 3      |
|                       | Républicains indépendants               | 20 173       | 8,77         |             |             | 1      |
|                       | Centre démocratie et progrès            | 13 740       | 5,97         | 22 042      | 15,32       | 1      |
|                       | Divers droite                           | 2 665        | 1,16         |             |             | 0      |
|                       | Union des républicains de progrès       | 109 515      | 47,61        | 75 121      | 52,21       | 5      |
|                       |                                         |              |              |             |             |        |
|                       | Parti communiste français               | 50 239       | 21,84        | 27 719      | 19,27       | 0      |
|                       | Parti socialiste                        | 44 425       | 19,31        | 41 037      | 28,52       | 0      |
|                       | Parti socialiste unifié                 | 3 139        | 1,36         |             |             | 0      |
|                       | Union de la gauche                      | 97 803       | 42,52        | 68 756      | 47,79       | 0      |
|                       |                                         |              |              |             |             |        |
|                       | Mouvement réformateur                   | 20 161       | 8,77         | Retrait     | Retrait     | 0      |
|                       | Lutte ouvrière                          | 1 536        | 0,67         |             |             | 0      |
|                       | Front national                          | 1 001        | 0,44         | 0           |             |        |
|                       |                                         |              |              |             |             |        |
| Inscrits              | Inscrits                                | 285 320      | 100,00       | 178 000     | 100,00      | 5      |
| Abstentions           | Abstentions                             | 49 432       | 17,33        | 30 335      | 17,04       |        |
| Votants               | Votants                                 | 235 888      | 82,67        | 147 665     | 82,96       |        |
| Blancs et nuls        | Blancs et nuls                          | 5 872        | 2,49         | 3 788       | 2,57        |        |
| Exprimés              | Exprimés                                | 230 016      | 97,51        | 143 877     | 97,43       |        |
| Source : Data.gouv.fr |                                         |              |              |             |             |        |

### Résultats par circonscription

#### Première circonscription (Le Mans - Fresnay-sur-Sarthe)
| Candidat              | Candidat              | Parti          | Premier tour | Premier tour | Second tour | Second tour |  |
| Candidat              | Candidat              | Parti          | Voix         | %            | Voix        | %           |  |
| --------------------- | --------------------- | -------------- | ------------ | ------------ | ----------- | ----------- |  |
|                       | Gérard Chasseguet élu | UDR (URP)      | 15 922       | 35,97        | 25 256      | 57,05       |  |
|                       | Jean-Claude Boulard   | PS (UGSD)      | 9 583        | 21,65        | 19 013      | 42,95       |  |
|                       | Claude Cossart        | CD (MR)        | 8 832        | 19,95        | Retrait     | Retrait     |  |
|                       | Yves Rênevot          | PCF            | 5 393        | 12,18        |             |             |  |
|                       | Jean-Claude Leroyer   | PSU            | 1 444        | 3,26         |             |             |  |
|                       | Michel Després        | Divers droite  | 1 208        | 2,73         |             |             |  |
|                       | Marcel Moulineuf      | FN             | 1 001        | 2,26         |             |             |  |
|                       | Pierre Varenne        | LO             | 884          | 2            |             |             |  |
|                       |                       |                |              |              |             |             |  |
| Inscrits              | Inscrits              | Inscrits       | 55 721       | 100,00       | 55 675      | 100,00      |  |
| Abstentions           | Abstentions           | Abstentions    | 10 138       | 18,19        | 10 148      | 18,23       |  |
| Votants               | Votants               | Votants        | 45 583       | 81,81        | 45 527      | 81,77       |  |
| Blancs et nuls        | Blancs et nuls        | Blancs et nuls | 1 316        | 2,89         | 1 258       | 2,76        |  |
| Exprimés              | Exprimés              | Exprimés       | 44 267       | 97,11        | 44 269      | 97,24       |  |
| Source : Data.gouv.fr |                       |                |              |              |             |             |  |

#### Deuxième circonscription (Le Mans - Saint-Calais)
| Candidat              | Candidat                       | Parti          | Premier tour | Premier tour | Second tour | Second tour |  |
| Candidat              | Candidat                       | Parti          | Voix         | %            | Voix        | %           |  |
| --------------------- | ------------------------------ | -------------- | ------------ | ------------ | ----------- | ----------- |  |
|                       | Jacques Chaumont sortant réélu | UDR (URP)      | 22 465       | 40,72        | 27 823      | 50,09       |  |
|                       | Robert Manceau                 | PCF            | 19 903       | 36,08        | 27 719      | 49,91       |  |
|                       | Raymond Douyère                | PS (UGSD)      | 8 917        | 16,16        | Retrait     | Retrait     |  |
|                       | Achille-Louis Caudron          | MR             | 3 232        | 5,86         |             |             |  |
|                       | Marie-Claude Rousseau          | LCR            | 652          | 1,18         |             |             |  |
|                       |                                |                |              |              |             |             |  |
| Inscrits              | Inscrits                       | Inscrits       | 67 861       | 100,00       | 67 850      | 100,00      |  |
| Abstentions           | Abstentions                    | Abstentions    | 11 571       | 17,05        | 10 676      | 15,73       |  |
| Votants               | Votants                        | Votants        | 56 290       | 82,95        | 57 174      | 84,27       |  |
| Blancs et nuls        | Blancs et nuls                 | Blancs et nuls | 1 121        | 1,99         | 1 632       | 2,85        |  |
| Exprimés              | Exprimés                       | Exprimés       | 55 169       | 98,01        | 55 542      | 97,15       |  |
| Source : Data.gouv.fr |                                |                |              |              |             |             |  |

#### Troisième circonscription (La Flèche)
| Candidat              | Candidat                     | Parti          | Premier tour | Premier tour | Second tour | Second tour |  |
| Candidat              | Candidat                     | Parti          | Voix         | %            | Voix        | %           |  |
| --------------------- | ---------------------------- | -------------- | ------------ | ------------ | ----------- | ----------- |  |
|                       | Raymond Dronne sortant réélu | CDP (URP)      | 13 740       | 31,81        | 22 042      | 50,02       |  |
|                       | Albert Fouet                 | PS (UGSD)      | 12 990       | 30,07        | 22 024      | 49,98       |  |
|                       | Jean-Paul Couasnon           | UDR (URP)      | 8 866        | 20,52        | Retrait     | Retrait     |  |
|                       | Henry Lelièvre               | PCF            | 7 604        | 17,6         | Retrait     | Retrait     |  |
|                       |                              |                |              |              |             |             |  |
| Inscrits              | Inscrits                     | Inscrits       | 54 510       | 100,00       | 54 475      | 100,00      |  |
| Abstentions           | Abstentions                  | Abstentions    | 10 056       | 18,45        | 9 511       | 17,46       |  |
| Votants               | Votants                      | Votants        | 44 454       | 81,55        | 44 964      | 82,54       |  |
| Blancs et nuls        | Blancs et nuls               | Blancs et nuls | 1 254        | 2,82         | 898         | 2           |  |
| Exprimés              | Exprimés                     | Exprimés       | 43 200       | 97,18        | 44 066      | 98          |  |
| Source : Data.gouv.fr |                              |                |              |              |             |             |  |

#### Quatrième circonscription (Le Mans - Sablé-sur-Sarthe)
|                       | Joël Le Theule sortant réélu | UDR (URP)      | 25 684 | 51,39  |  |  |  |
|                       | Pierre Combe                 | PCF            | 10 376 | 20,76  |  |  |  |
|                       | Marcel Ledeul                | PS (UGSD)      | 7 303  | 14,61  |  |  |  |
|                       | Jean-Paul Angevin            | CD (MR)        | 4 923  | 9,85   |  |  |  |
|                       | Monique Rouxel               | PSU            | 1 695  | 3,39   |  |  |  |
|                       |                              |                |        |        |  |  |  |
| Inscrits              | Inscrits                     | Inscrits       | 61 129 | 100,00 |  |  |  |
| Abstentions           | Abstentions                  | Abstentions    | 10 060 | 16,46  |  |  |  |
| Votants               | Votants                      | Votants        | 51 069 | 83,54  |  |  |  |
| Blancs et nuls        | Blancs et nuls               | Blancs et nuls | 1 088  | 2,13   |  |  |  |
| Exprimés              | Exprimés                     | Exprimés       | 49 981 | 97,87  |  |  |  |
| Source : Data.gouv.fr |                              |                |        |        |  |  |  |

#### Cinquième circonscription (Mamers)
|                       | Michel d'Aillières sortant réélu | RI (URP)       | 20 173 | 53,94  |  |  |  |
|                       | Roger Massé                      | PCF            | 6 963  | 18,62  |  |  |  |
|                       | Jean Margot                      | PS (UGSD)      | 5 632  | 15,06  |  |  |  |
|                       | Jacques Gohier                   | MR             | 3 174  | 8,49   |  |  |  |
|                       | Bernard Antoine                  | Divers droite  | 1 457  | 3,9    |  |  |  |
|                       |                                  |                |        |        |  |  |  |
| Inscrits              | Inscrits                         | Inscrits       | 46 099 | 100,00 |  |  |  |
| Abstentions           | Abstentions                      | Abstentions    | 7 607  | 16,5   |  |  |  |
| Votants               | Votants                          | Votants        | 38 492 | 83,5   |  |  |  |
| Blancs et nuls        | Blancs et nuls                   | Blancs et nuls | 1 093  | 2,84   |  |  |  |
| Exprimés              | Exprimés                         | Exprimés       | 37 399 | 97,16  |  |  |  |
| Source : Data.gouv.fr |                                  |                |        |        |  |  |  |